# Scissurella spinosa
Scissurella spinosa is een slakkensoort uit de familie van de Scissurellidae. De wetenschappelijke naam van de soort is voor het eerst geldig gepubliceerd in 2004 door Geiger & Jansen.